# Contea di Taihe (Anhui)
La contea di Taihe (太和县S, Tàihé XiànP) è una contea della Cina, situata nella provincia dell'Anhui.